# Puka (Észtország)
Puka község község Valgamaa megye keleti részén. A községet Heikki Kadaja polgármester vezeti. A község lakossága 2017. január elsején 1881 fő volt, amely 200,9 km²-es területét tekintve 9,4 fő/km² népsűrűséget jelent.

## Közigazgatási beosztás

### Városi község
- Puka

### Falvak
Puka község területéhez 18 falu tartozik: Aakre - Kähri - Kibena - Kolli - Komsi - Kuigatsi - Meegaste - Palamuste - Pedaste - Plika - Põru - Prange - Pühaste - Purtsi - Rebaste - Ruuna - Soontaga - Vaardi.

## Gallery

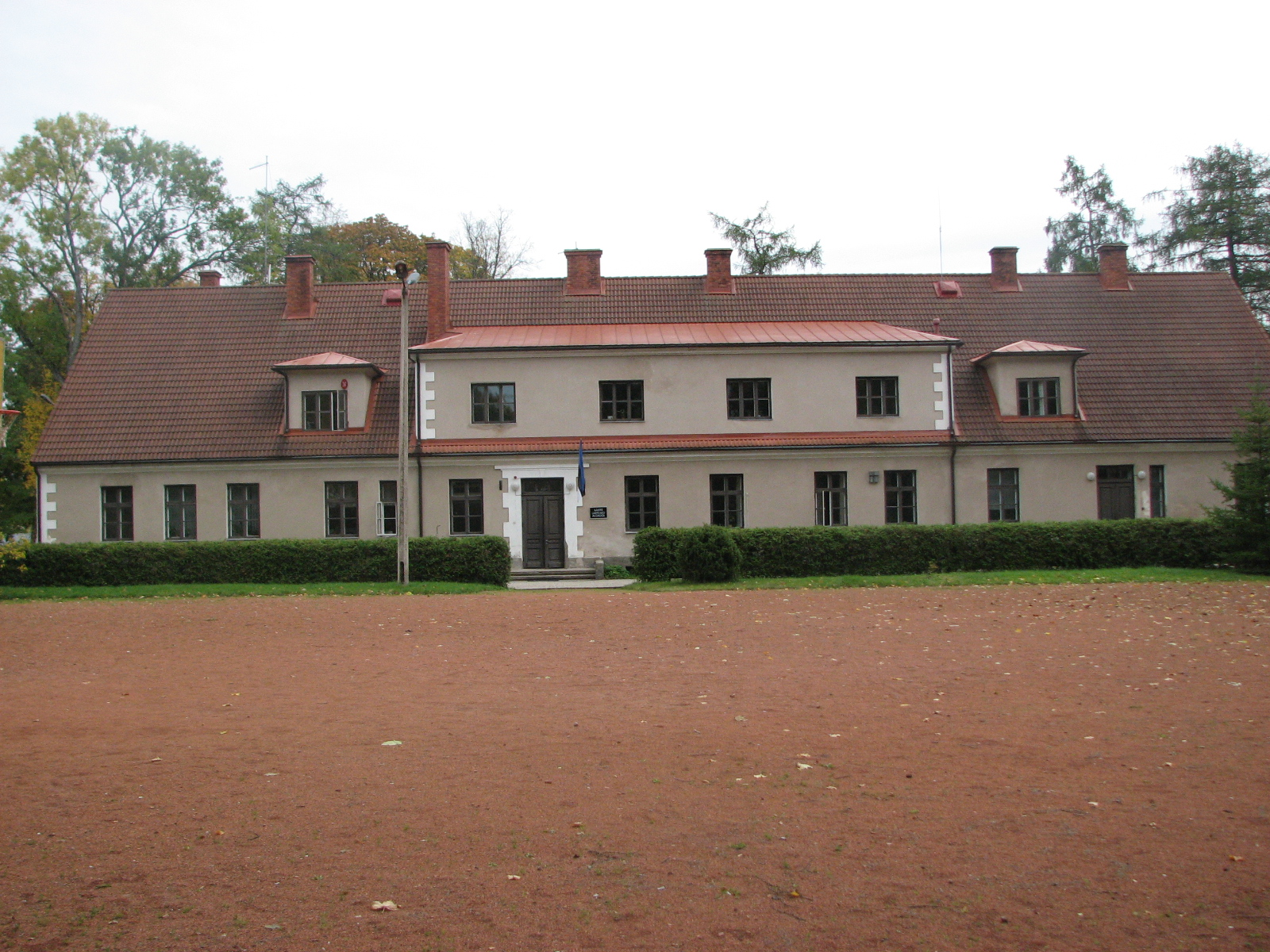
Aakre kúria
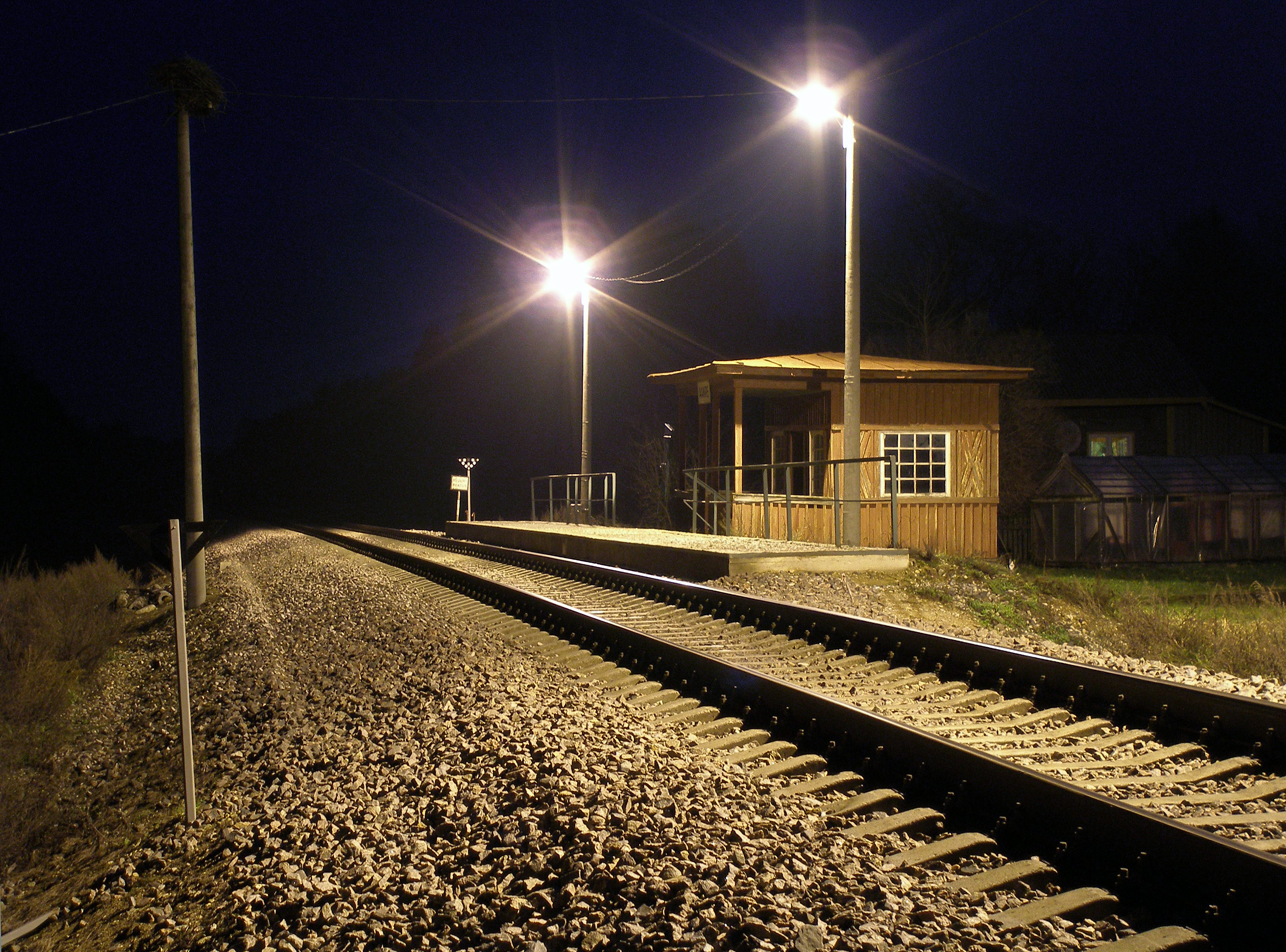
Aakre vasútállomása
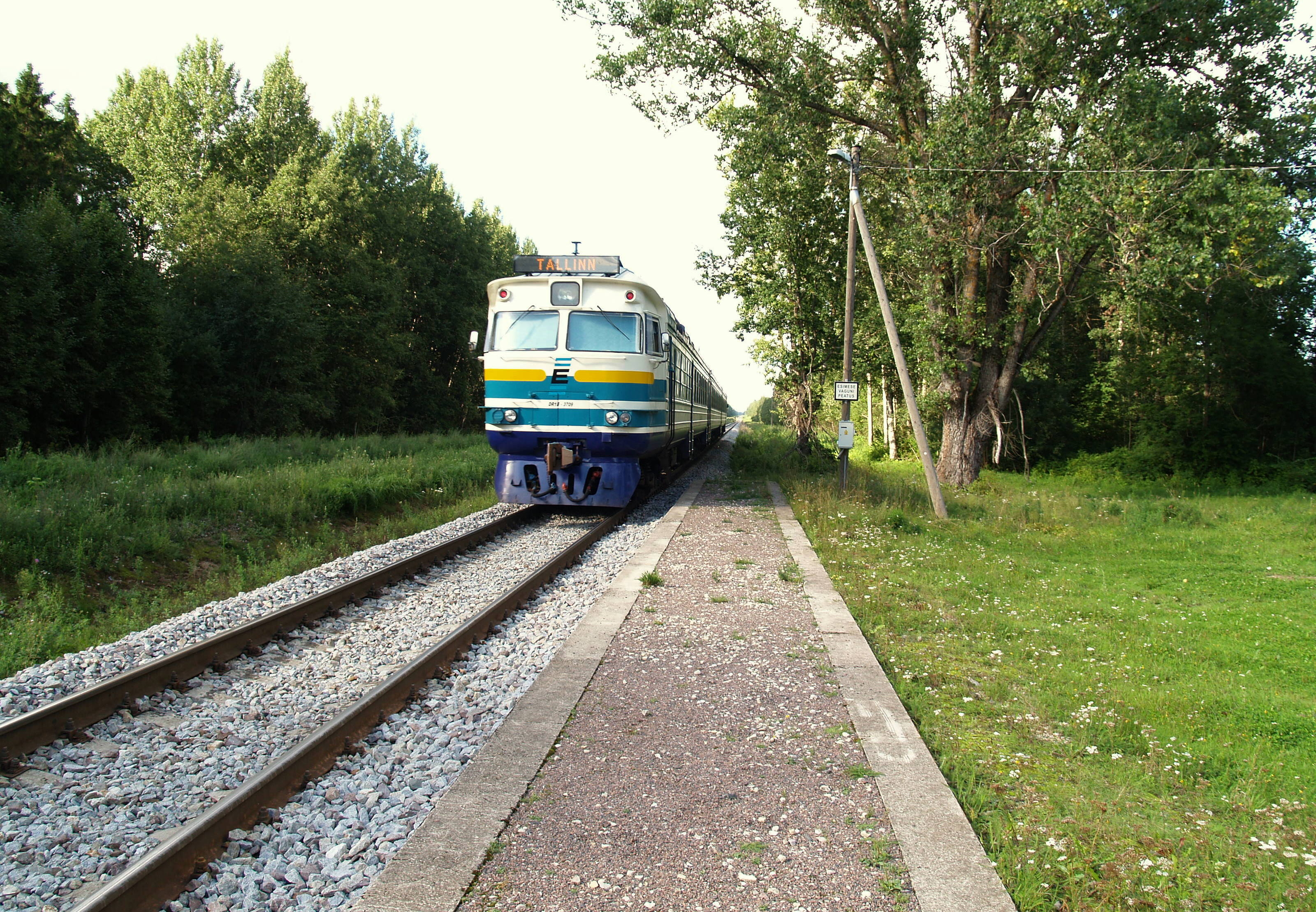
Tallini vonat Mägise állomáson
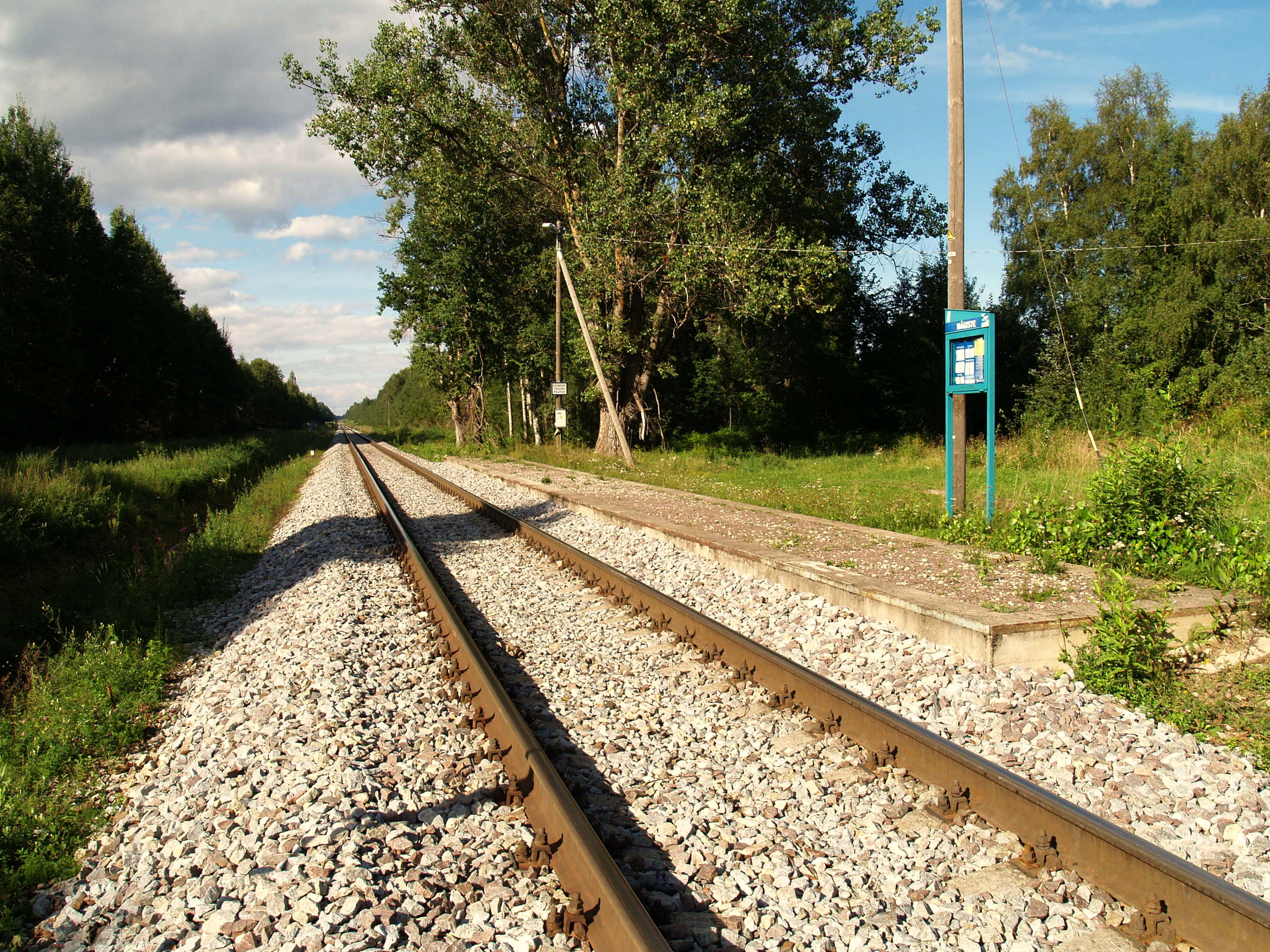
Mägise vasútállomása

## Fordítás
Ez a szócikk részben vagy egészben  a   Puka vald című észt Wikipédia-szócikk ezen változatának fordításán alapul.  Az eredeti cikk szerkesztőit annak laptörténete sorolja fel. Ez a jelzés csupán a megfogalmazás eredetét és a szerzői jogokat jelzi, nem szolgál a cikkben szereplő információk forrásmegjelöléseként.